# Shinya Mitsuoka
Shinya Mitsuoka (光岡 眞矢, Mitsuoka Shinya) est un footballeur japonais né le 22 avril 1976.